# Esteville
Esteville là một xã thuộc tỉnh Seine-Maritime trong vùng Normandie miền bắc nước Pháp.

## Huy hiệu
| Arms of Esteville | The arms of Esteville are blazoned: Gules, a chevron between 2 plates and a fallow deer head argent, on a chief Or a castle gules between 2 trefoils vert. |

## Dân số
| Năm | 1962 | 1968 | 1975 | 1982 | 1990 | 1999 | 2006 |
| --- | ---- | ---- | ---- | ---- | ---- | ---- | ---- |
| Dân số | 252  | 261  | 320  | 428  | 378  | 376  | 511  |
| From the year 1962 on: No double counting—residents of multiple communes (e.g. students and military personnel) are counted only once. |      |      |      |      |      |      |      |